# تشاركية
التشاركية هي فلسفة سياسية اشتراكية تحررية تتكون من نظامين اقتصاديين وسياسيين مستقلين: الاقتصاد التشاركي والسياسة التشاركية. تهدف المشاركة إلى أن تكون بديلًا لكل من الرأسمالية واشتراكية الدولة المخططة مركزيًا. لقد أطلعت المشاركة المنظمة الدولية من أجل مجتمع تشاركي بشكل كبير.

## نظرة عامة
يتصور دعاة المشاركة إعادة تشكيل المجتمع البشري بأسره من الأسفل إلى الأعلى وفقًا لمبادئ الديمقراطية التشاركية المباشرة واستبدال المنافسة الاقتصادية والاجتماعية بالتعاون. يدعم مؤيدو ما يسمى المجتمع التشاركي التفكك النهائي للدولة والأسواق والمال المركزية (في شكلها الحالي) ووضعها في تقليد الاشتراكية التحررية المناهضة للسلطوية. لتوضيح رؤيتهم لمجتمع جديد، يصنف دعاة المشاركة تطلعاتهم إلى ما يسمونه نظرية التحرر.
نظرية التحرر هي إطار شامل لفهم المجتمع الذي ينظر إلى المجتمع بأسره والعلاقات المتبادلة بين أجزاء مختلفة من الحياة الاجتماعية للناس. تقوم المشاركة بتجميع المجتمع البشري في أربع مجالات أولية، وكلها موضوعة في سياق دولي وإيكولوجي، ولكل منها مجموعة من الوظائف المحددة:
- المجال السياسي: صنع السياسات والإدارة والتنفيذ الجماعي.
- المجال الاقتصادي: إنتاج واستهلاك وتخصيص وسائل الحياة المادية.
- مجال القرابة: الإنجاب والتنشئة والتنشئة الاجتماعية والجندر والجنس وتنظيم الحياة المنزلية اليومية.
- مجال المجتمع: تطوير الهويات التاريخية المشتركة والثقافة والدين والروحانية والعلاقات اللغوية وأنماط الحياة والاحتفالات الاجتماعية.

يوجد داخل كل مجال مكونان. المكون الأول هو مركز الإنسان، وهو عبارة عن مجموعة من الأشخاص الذين يعيشون داخل المجتمع. لكل شخص احتياجات ورغبات وشخصيات وخصائص ومهارات وقدرات ووعي. المكون الثاني هو الحدود المؤسسية، جميع المؤسسات الاجتماعية للمجتمع التي تتجمع لتشكيل أدوار مترابطة وعلاقات وتوقعات وأنماط سلوك شائعة، والتي تنتج وتعيد إنتاج نتائج مجتمعية. تجتمع هذه المؤسسات معًا للمساعدة في تشكيل الأشخاص كأفراد.

### سياسات المشاركة
السياسة التشاركية هو النظام السياسي الذي اقترحه لأول مرة ستيفن آر شالوم، أستاذ العلوم السياسية في جامعة وليام باترسون في نيو جيرسي. صرح شالوم أن السياسة التشاركية تعني رؤية بعيدة المدى حيث يجب أن تصل العدالة الاجتماعية إلى ذروتها في مجال السياسة ويجب أن تكمل مستوى المشاركة في الاقتصاد بدرجة متساوية من المشاركة في السياسة والمسائل الإدارية.
القيم التي تعتمد عليها السياسة التشاركية:
- الحرية.
- الإدارة الذاتية.
- العدالة.
- التضامن.
- التسامح.

الهدف، حسب شالوم، هو خلق نظام سياسي يسمح للناس بالمشاركة قدر المستطاع بطريقة مباشرة وجهًا لوجه. مبدأ اتخاذ القرار المقترح هو أنه يجب على كل شخص أن يقول في قرار يتناسب مع درجة تأثره بهذا القرار.
تعتبر الرؤية حاسمة لجوانب الديمقراطيات التمثيلية الحديثة بحجة أن مستوى السيطرة السياسية من قبل الناس ليس كافيًا. لمعالجة هذه المشكلة، تقترح السياسة التشاركية نظام المجالس المتداخلة، والتي من شأنها أن تشمل كل عضو بالغ في مجتمع معين.
في بلد أو مجتمع يُدار على أساس المشاركة، ستكون هناك مجالس محلية للمواطنين المصوتين تتكون من 25-50 عضوًا. ستكون هذه المجالس المحلية قادرة على تمرير أي قانون يؤثر فقط على المجلس المحلي. لن يتمكن أي مجلس أعلى من إبطال قرارات المجلس الأدنى، وستكون محكمة المجلس فقط قادرة على الطعن في قانون محلي على أسس تتعلق بحقوق الإنسان. سوف تقوم المجالس على أساس الإجماع، على الرغم من السماح بأغلبية الأصوات عندما لا يمكن الاتفاق على القضايا.
سيرسل كل مجلس محلي مندوبًا إلى مجلس أعلى مستوى، حتى يمتلئ المجلس بـ 25-50 عضوًا. هذه المجالس من المستوى الثاني ستصدر قوانين بشأن المسائل التي تؤثر على 625 إلى 2500 مواطن يمثلونها. يلتزم المندوب إلى مجلس أعلى مستوى بإيصال وجهات نظره أو آراء المجلس المرسل له، ولكنه غير ملزم بالتصويت كما قد يرغب المجلس المرسل. بخلاف ذلك، يشير شالوم إلى أنه لا جدوى من وجود مجالس متداخلة، ويمكن للجميع أيضًا التصويت على كل شيء. يمكن استدعاء المندوب في أي وقت من قبلها أو من قبل مجلسه المرسل. سيكون تناوب المندوبين إلزاميًا، وسيُطلب من المندوبين العودة إلى مجالسهم المرسلة بشكل متكرر.